# Kagema

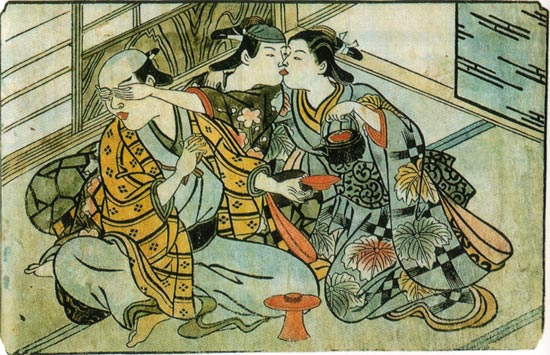
Un hombre retoza con un wakashū (probablemente un kagema) y una prostituta. El wakashū (que lleva una bufanda) da un beso a escondidas a la mujer, por detrás de la espalda del cliente. Nishikawa Sukenobu, hacia 1716-1735. Impresión shunga coloreada a mano.

Kagema (陰間) es un término histórico japonés para un prostituto joven masculino. Los kagema eran a menudo aprendices de actores de kabuki (que a su vez a menudo eran prostitutos fuera del escenario) y servían a una clientela de mujeres y hombres. Para los clientes masculinos el servicio habitual era el sexo anal pasivo; la felación homosexual prácticamente no se menciona en los documentos de la era Tokugawa.
Los kagema que no estaban afiliados con un teatro kabuki podían ser contratados a través de burdeles masculinos o aquellas casas de te especializadas en kagema. Muchos de estos prostitutos, así como muchos de los actores kabuki, eran criados ligados por contrato, vendidos de niños al burdel o teatro, típicamente en un contrato de 10 años. Los kagema podían ser presentados como hombres jóvenes (yarō), wakashū (adolescentes de entre 10 y 18 años) o como onnagata (transformistas).
Los kagema habitualmente cobraban más que las prostitutas femeninas de un estatus equivalente y fue un negocio floreciente hasta mediados del siglo XIX, a pesar de las restricciones legales crecientes.
El término también se emplea en época moderna en Japón dentro del argot homosexual.